# Maria Isabel de Holsácia-Gottorp
Maria Isabel de Schleswig-Holstein-Gottorp (em alemão:  Marie Elisabeth von Schleswig-Holstein-Gottorf; Castelo de Gottorf, 6 de junho de 1634 — Darmstadt, 17 de junho de 1665) foi uma condessa consorte de Hesse-Darmstadt pelo seu casamento com Luís VI de Hesse-Darmstadt.

## Família
Maria Isabel foi a quarta dos dezasseis filhos do duque Frederico III de Holstein-Gottorp com a princesa Maria Isabel da Saxónia. Entre as suas irmãs estava a duquesa Edviges Leonor de Holstein-Gottorp, mãe do rei Carlos XI da Suécia e o duque Cristiano Alberto de Holstein-Gottorp. Os seus avós paternos eram o duque João Adolfo de Holstein-Gottorp e a princesa Augusta da Dinamarca. Os seus avós maternos eram o eleitor João Jorge I da Saxónia e a duquesa Madalena Sibila da Prússia.

## Casamento
Maria Isabel casou-se no dia 24 de novembro de 1650 com o conde Luís VI de Hesse-Darmstadt de quem tinha ficado noiva no dia de aniversário dele em 1649. No dia do seu casamento foi realizada a última dança da espada em Hesse num festival em Lollar.
O sogro de Luísa colocou o seu marido no governo logo no ano depois do casamento e Luís viria a sucede-lo em 1661. Luís tentou melhorar as relações do seu estado com a Suécia através da irmã de Maria Isabel, a rainha-consorte do país. O casal teve oito filhos antes de Maria Luísa morrer em 1665 ao dar à luz. Luís ficou muito afectado pela morte da esposa e escreveu poemas em sua memória.

## Descendência
1. Jorge de Hesse-Darmstadt (1654–1655).
2. Madalena Sibila de Hesse-Darmstadt (28 de abril de 1652 – 11 de agosto de 1712) casada com o duque Guilherme Luís de Württemberg; com descendência.
3. Sofia Leonor de Hesse-Darmstadt (nascida e morta em 1653).
4. Maria Isabel de Hesse-Darmstadt (10 de março de 1656 – 16 de agosto de 1715) casada com o duque Henrique de Saxe-Römhild; sem descendência.
5. Augusta Madalena de Hesse-Darmstadt (6 de março de 1657 – 1 de setembro de 1674), morreu aos dezassete anos; sem descendência.
6. Luís VII de Hesse-Darmstadt (22 de junho de 1658 – 31 de agosto de 1678), morreu aos vinte anos de idade; sem descendência.
7. Frederico de Hesse-Darmstadt (1659–1676), morreu aos dezassete anos de idade; sem descendência.
8. Sofia Maria de Hesse-Darmstadt (7 de maio de 1661 – 22 de agosto de 1712) casada com o duque Cristiano de Saxe-Eisenberg; sem descendência.